# Philonicus plebeius
Philonicus plebeius là một loài ruồi trong họ Asilidae. Philonicus plebeius được Osten-Sacken miêu tả năm 1887.